# عملية إلامي
عملية إلامي (بالإنجليزية: Operation Ellamy)‏ هي الاسم الحركي لمشاركة الأمم المتحدة في التدخل العسكري في ليبيا عام 2011. كانت العملية جزءًا من تحالف دولي يهدف إلى فرض منطقة حظر للطيران فوق ليبيا، وذلك وفقًا قرار مجلس الأمن التابع للأمم المتحدة رقم 1973 الذي ينص على اتخاذ جميع التدابير اللازمة لحماية المدنيين. حُددت عملية التحالف من قبل منظمة حلف شمال الأطلسي الذي يُعرف اختصارًا باسم حلف الناتو، وأطلق عليها اسم عملية الحماية الموحدة، ومن قبل الولايات المتحدة التي أسمتها باسم عملية فجر أوديسا. وشاركت أيضًا القوات الكندية وأسمتها باسم عملية موبيل، والقوات الفرنسية باسم عملية هارماتان. وفي شهر ديسمبر من عام 2011، تقرر أن تكلفة هذه العمليات كانت أقل مما كان متوقعًا، إذ كلفت نحو 212 مليون جنيه إسترليني متضمنةً 67 مليون جنيه إسترليني لاستبدال الذخائر الحربية المستخدمة، وتوقع أن تُدفع القيمة كاملةً من احتياطيّ أموال الدولة.
اقتُرحت منطقة حظر الطيران خلال الحرب الأهلية الليبية لمنع قوات الحكومة الموالية للرئيس الليبي معمر القذافي من تنفيذ هجمات جوية على القوات المناهضة للقذافي. استعدت عدة دول لاتخاذ إجراءات عسكرية فورية بعد عقد مؤتمر في باريس في 19 مارس 2011.
يعد الاسم المشفر «ELLAMY» الذي شُكل عشوائيًّا لفظًا بديلًا عن الكلمة الإنجليزية إلامي ELAMI (إي – لا – مي) التي ظهرت في بداية العهد الحديث، وهي الرابطة التي تحدد علامة إي الموسيقية في سياق سلم التيتراكورد الموسيقي. ذُكر لفظ إلامي في قصيدة نُسبت إلى جون سكيلتون تحمل اسم «انسجام الطيور».

## معلومات أساسية عن العملية
أعطى قرار مجلس الأمن التابع للأمم المتحدة رقم 1973 الصادر مساءً بتاريخ 17 مارس من عام 2011 تفويضًا للدول التي ترغب بفرض منطقة حظر جوي فوق ليبيا عسكريًا. وعقد مؤتمر شارك فيه قادة دوليون في باريس بعد ظهر يوم السبت بتاريخ 19 مارس عام 2011. بدأ العمل العسكري الدولي بعد انتهاء المؤتمر، وكانت القوات العسكرية الجوية الفرنسية أول من شارك في العملية بعد انتهاء المؤتمر بساعات قليلة فقط، إذ كانت الضربة الأولى في الساعة 16:45 بتوقيت غرينيتش ضد ناقلة عسكرية ليبية.

## ملخص العملية

### اليوم الأول – 19 مارس عام 2011
بعد ظهر يوم 19 مارس، أطلقت الغواصة البحرية الملكية البريطانية تريموف (إتش إم أس) من طراز ترافلغار صواريخ جوالة من نوع توماهوك. إذ أُبلغ عن إطلاق نحو 110 صواريخ جوالة خلال اليوم الأول من العملية بالتعاون المشترك مع الولايات المتحدة.
وكان للبحرية الملكية أيضًا فرقاطة من نوع 22 (إتش إم إس كمبرلاند) وفرقاطة من نوع 23 (إتش إم إس ويستمنستر) شاركتا في الحصار البحري. (الفرقاطة هو اسم يطلق على نوع من السفن الحربية السريعة التي تكون أصغر حجمًا من المدمرات وأكبر من الفرقيطة أو الكورفيت).
أكد رئيس وزراء المملكة المتحدة ديفيد كاميرون أن المركبات الجوية البريطانية بدأت بالعمل العسكري فوق ليبيا منذ 19 مارس، وذلك على الرغم من أن القوات الجوية الفرنسية هي أول من ظهر من قوات التحالف في سماء ليبيا في وقت سابق من نفس اليوم.
قيل إن طائرات إي-3 دي سينتري وسنتينل وفي سي 10 نفذت عمليات من قاعدة أكروتيري العسكرية التابعة للقوات الجوية الملكية في قبرص.
في مساء يومي 19-20 من شهر مارس عام 2011، أُطلقت صواريخ ستورم شادو بواسطة طائرة تورنادو جي آر 4 من سرب الطائرات رقم 9 في قاعدة مارهام العسكرية التابعة للقوات الجوية الملكية، إذ حلقت هذه الطائرات على بعد 3000 ميل (4800 كيلو متر) لتضرب أهداف في ليبيا. واشترطت القوات الجوية البريطانية تزويد الطائرات بالوقود جوًّا ثلاث مرات في طريقها إلى أهدافها ومرة واحدة عند عودتها.

### اليوم الثاني – 20 مارس عام 2011
أعلنت وزارة الدفاع (إم أو دي) أن طائرتي تورنادو وتايفون القتاليتان ستُنشران في قاعدة جيويا ديل كول الجوية في إيطاليا. وفي الوقت نفسه، أطلقت الغواصة تريموف إتش إم أس المزيد من صواريخ توماهوك الجوالة على أهداف في ليبيا.
ألغت طائرات تورنادو جي آر 4 إس -التي كانت تُقلع من قاعدة مارهام العسكرية التابعة للقوات الجوية الملكية- مهمتها بسبب المعلومات التي تلقتها عن وجود أشخاص مدنيين في المناطق التي تريد استهدافها. ونتيجة لذلك، عادت الطائرات إلى القاعدة العسكرية مزودة بالسلاح الكامل.

### اليوم الثالث – 21 مارس عام 2011
أبلغ رئيس الوزراء مجلس العموم التابع للمملكة المتحدة في 21 مارس في بداية النقاش حول قرار مجلس الأمن التابع للأمم المتحدة أن طائرات التايفون التابعة للقوات الجوية الملكية قد نُشرت في قاعدة جيويا ديل كول الجوية الإيطالية وسوف تشارك في دعم منطقة حظر الطيران. إذ أجرت ثلاثة من هذه الطائرات مهمتها بنجاح ثم عادت بعد ذلك إلى قاعدة جيويا.
تشكل الطيران الجوي المسلح رقم 906 في قاعدة جيويا ديل كول الجوية وكان مسؤولًا عن الممتلكات والمدخرات المنتشرة هناك. والطيران الجوي المسلح رقم 907 المتشكل في قاعدة أكروتيري العسكرية التابعة للقوات الجوية الملكية كان مسؤولًا عن الممتلكات المنتشرة في هذه القاعدة. واستُخدمت أيضًا طائرتا النقل سي -17 غلوب ماستر 3 وهيركوليز للمساعدة في زياد القوات المنتشرة.

### اليوم الرابع – 22 مارس عام 2011
حلقت طائرات التايفون التابعة للقوات الجوية الملكية في أول مهمة قتالية لها على الإطلاق، إذ قامت بدوريات فوق منطقة حظر الطيران، بينما حلقت طائرات تورنادو جي آر 4 من قاعدة مارهام العسكرية التابعة للقوات الجوية الملكية في مهمة استطلاعية مسلحة، وذكرت وزارة الدفاع أن السفن البحرية الملكية تريموف وويستمنستر وكمبرلاند بقيت في مكان الحدث من أجل تنفيذ ضربات إضافية وإجراء دوريات بحرية.

### اليوم الخامس – 23 مارس عام 2011
نُشرت طائرات التورنادو جي آر 4 في قاعدة جيويا ديل كول الجوية. وفي مقابلة إعلامية، صرح نائب المارشال الجوي غريغ باغويل، وقائد القوات الجوية البريطانية بأن القوات الجوية الليبية لم تعد موجودة كقوة مقاتلة وأن القوات البرية الليبية ستُوضع تحت المراقبة المستمرة وستُهاجم كلما هددت المدنيين أو هاجمت مراكز سكانية.

## معرض صور

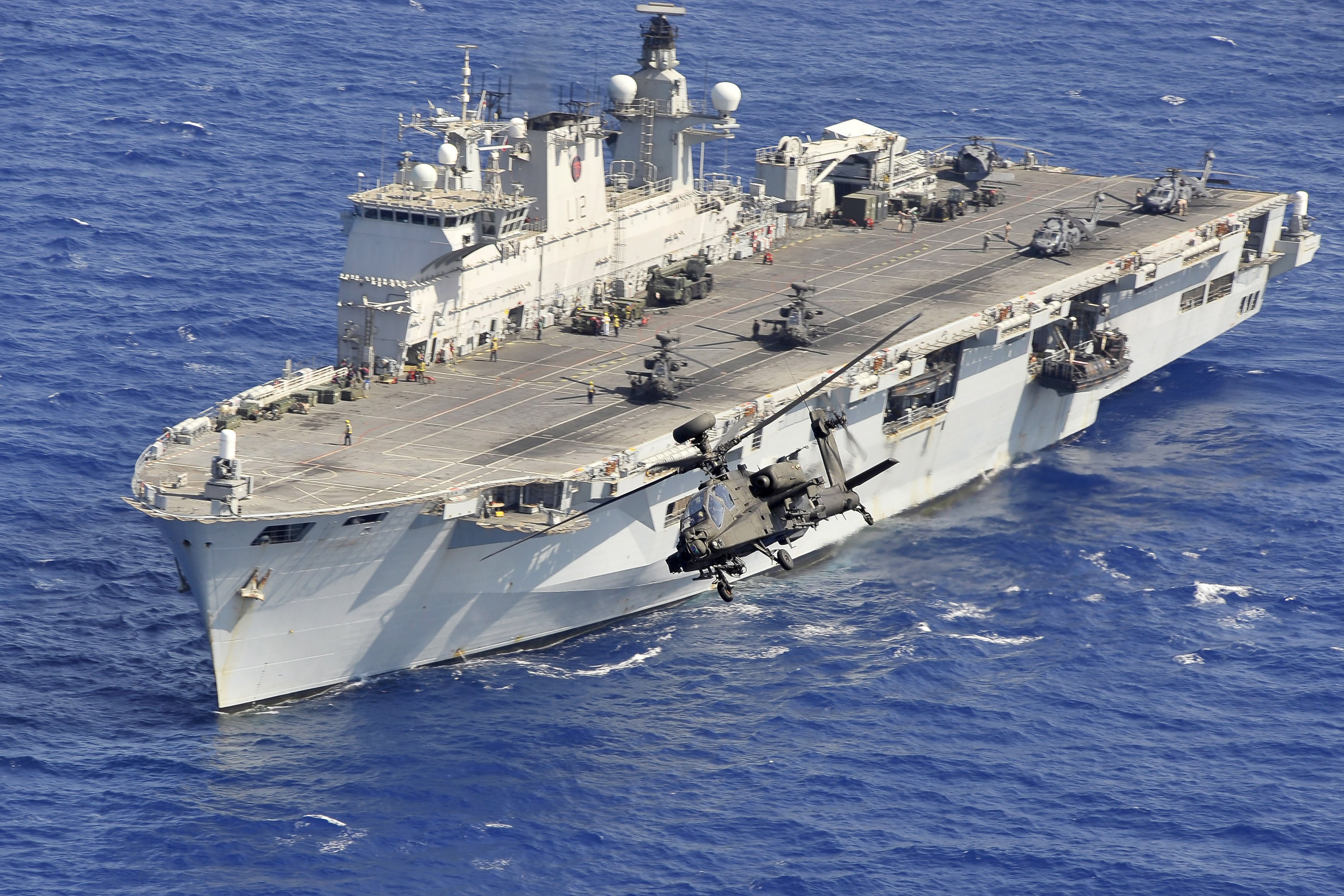
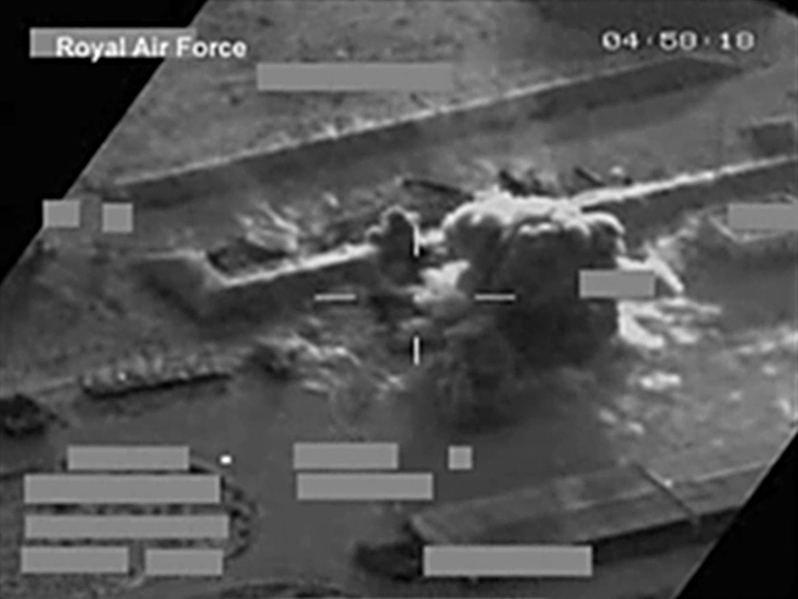
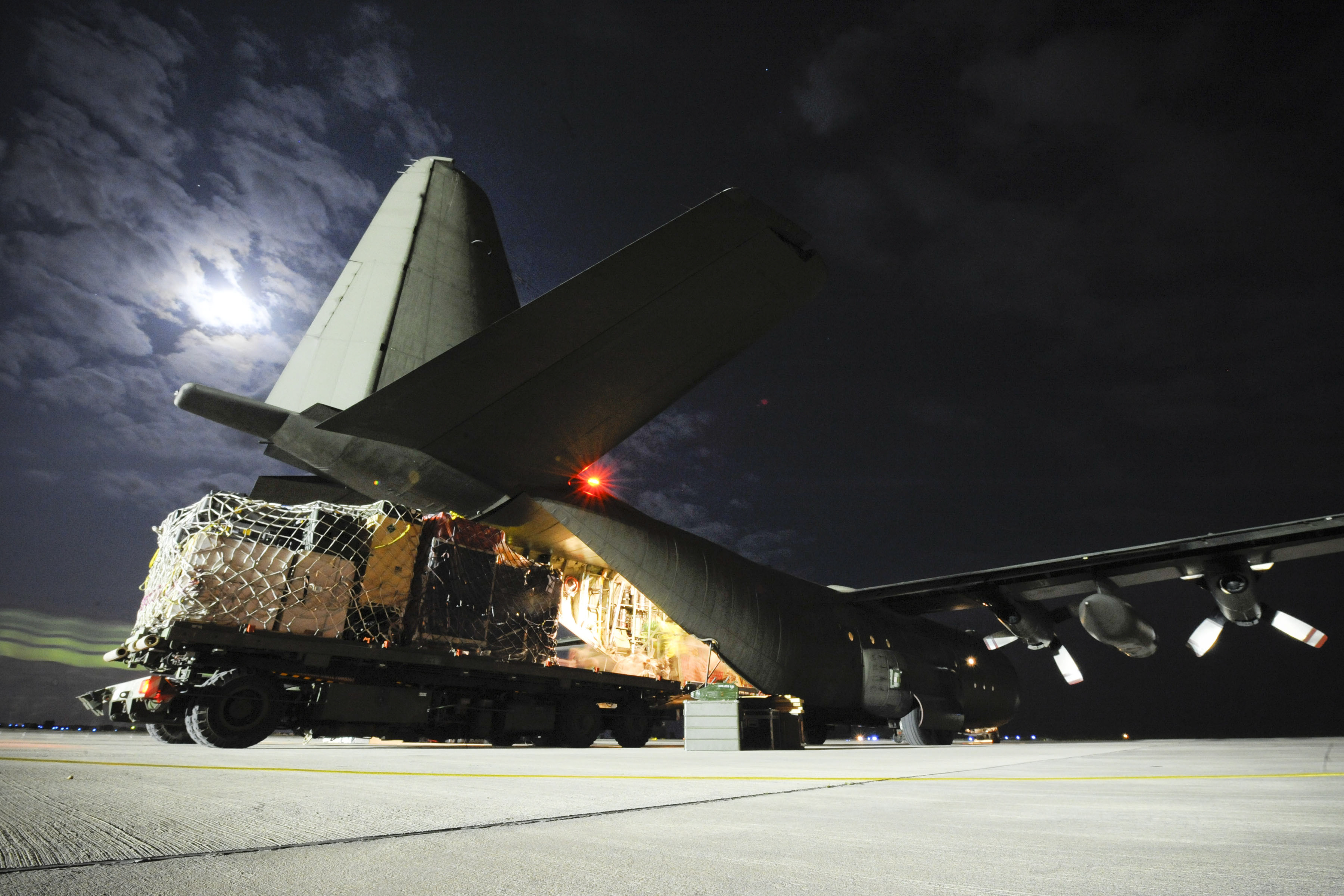
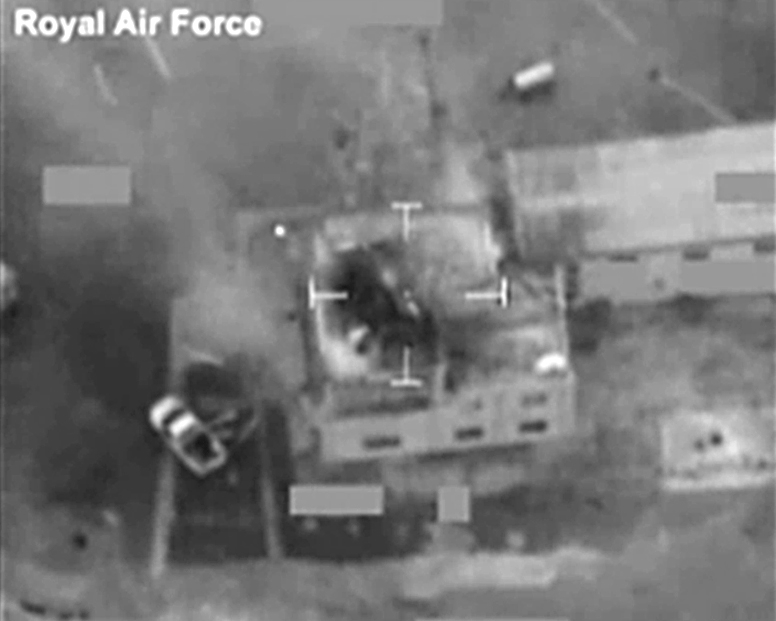
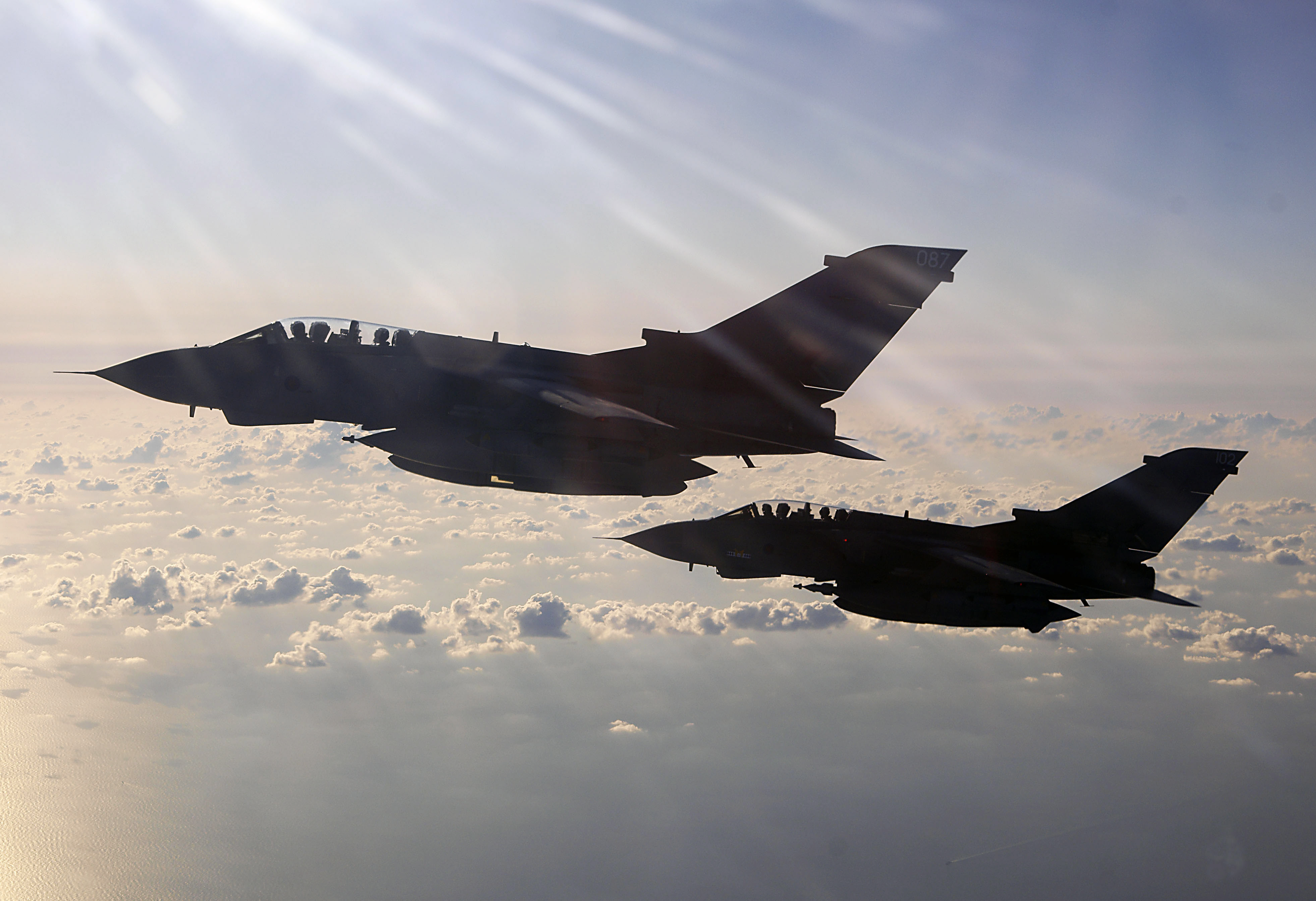